# Étienne Le Maingre de Boucicaut
Pour les articles homonymes, voir Boucicaut.
Étienne Le Maingre de Boucicaut (mort le 17 avril 1624) est un ecclésiastique qui fut évêque de Grasse de 1600 à sa mort.

## Origine
Étienne Le Maingre est le fils et homonyme d'Etienne Le Maingre ou Le Meingre et de Madeleine d'Urbane. La famille Le Maingre avait ajouté le patronyme « Boucicaut » au sien afin de se prévaloir d'une parenté avec le fameux maréchal de France du règne de Charles VI de France Jean II Le Meingre dit Boucicaut. Elle obtient de ce fait son anoblissement en 1597 mais la branche ainée sera condamnée pour cette usurpation en 1667. En fait les Le Maingre ne sont connus que depuis de Pierre Gros dit Boucicaut établi aux Saintes-Maries-de-la-Mer à la fin du XVe siècle. On ignore la formation du futur évêque né à Arles vers 1567  qui a du commencer ses études dans l'ordre des Capucins dans lequel il entre en 1582 avant de rejoindre la branche des Franciscains observants en 1597. Son accession à l'évêché de Grasse est un exemple des nombreuses promotions épiscopales du règne d'Henri IV de France liées aux négociations menées par Georges de Poissieux lui-même nommé à Grasse par l'influence de son frère sous les règnes de Henri III et Henri IV mais qui n'obtient jamais de confirmation pontificale car Rome considère depuis le début de la décennie 1590 que le seul évêque de Grasse légitime est Guillaume Le Blanc

## Épiscopat
À la suite de la décision du pape Clément VIII d'unir les diocèses  de Vence et de Grasse en faveur de Guillaume  Le Blanc, Georges de Poissieux l'évêque de Grasse renonce  formellement le 13 février 1598 à tous ses droits sur le diocèse. Le roi Henri IV nomme dès le 8 avril 1598 comme nouvel évêque de Grasse un frère mineur capucin nommé Étienne Le Maingre de Boucicaut. Cette promotion n'est bien entendu pas reconnue par le Saint-Siège et l'évêque désigné, grand aumônier du roi depuis le 11 mars 1600, doit entreprendre une longue procédure judiciaire dans laquelle le Conseil d'État lui donne finalement raison le 21 novembre 1601 et casse l'union comme « nulle et faite au préjudice des droits du roi ». Il doit néanmoins encore attendre trois ans après la mort de Guillaume Le Blanc en 1601 pour faire faire annuler l'union. Il n'obtient gain de cause qu'en 1604 et il est consacré à Grasse par François Martinengo l'évêque de Nice. Dès le 6 décembre suivant il promulgue des statuts synodaux dit « Scandala » qui réglementent la tenue des fidèles dans le chœur de la cathédrale dans laquelle il accueille un synode provincial en 1609. Aumônier de Marguerite de Valois en 1612, il implante les Capucins et les Ursulines dans son diocèse en 1615. Il participe à l'Assemblée du clergé qui se tient à Bordeaux en 1621. Le 13 avril 1624 il résigne son siège en faveur d'Honoré de Grasse mais ce dernier est récusé parce que jugé trop jeune. L'évêque meurt le 17 avril suivant.